# 締造美麗
締造美麗（英語：Beauty Flash），是一匹曾在新西蘭和香港出賽的已退役賽駒，來港後練馬師是告東尼，為2010/2011馬季最佳一哩馬。競賽生涯中一勝國際一級賽。

## 競賽生涯

### 紐西蘭
締造美麗在周歲拍賣會以65,000紐西蘭元由中介人投得。其後在紐西蘭出賽三次。之前在兩次在杜蘭加馬場角逐處女馬賽均未能取勝。2009年1月31日在德里巴角逐一場處女馬賽，大勝五個馬位，其亞軍馬匹在澳洲勝出一級賽，之後運回香港訓練。

### 香港

#### 2008-09年馬季
締造美麗運往香港由告東尼接手訓練，由於只是勝出處女馬賽事的關係，香港評分只被評為70分，在第三班賽事中起步。5月31日角逐三班1200米，雖然起步落後甚遠，但是很快追過率先帶出的連利精英及桃李滿門勝出。6月21日增程至1400米，主要對手是第四班輕勝的雅雪，在比賽時為兩馬匹爭持，締造美麗走勢較優，約100米取得明顯領先優勢下取勝。

#### 2009-10年馬季
締造美麗新馬季的第一場賽事角逐一場評分條件為95-70分的第二班1400米賽事，馬匹早在起步後帶出，轉自直路順勢帶離其他馬匹，雖然受到鐵拳挑戰，最終未能後上趕及對手，取得在香港三連勝。
10月17日挑戰第一班賽事，由於蔡明紹受傷休養，由柏寶策騎，在最後階段與貝利高單打獨鬥，但是由見習騎師蘇狄雄策騎的貝利高恃輕磅之勢佔優，以半個馬位之差擊敗締造美麗。締造美麗在11月30日角逐一班其士盃輕鬆取勝。再於兩星期後角逐一班同程賽事，在直路受到了一級賽冠軍好利威的挑戰，締造美麗加速，但好利威最後數步甚具威脅，幾乎在終點前超越締造美麗。
締造美麗下一個目標是1月24日舉行的香港經典一哩賽，馬主已表示此駒一定要由法國騎師蘇銘倫策騎。雖然之後蘇銘倫因為受傷及停賽影響延遲來港客串，導致香港賽馬會取消客串騎師牌照，但是蘇銘倫仍申請訪港騎師身份客串。起步後迅即帶出，一直領先白玉駿駒一個馬位，轉彎後已取得領先優勢，後上馬金獅威將威脅不大，因此順利以兩個多馬位取勝，克服了外檔及首次角逐1600米兩個不利因素。
2月16日增程1800米角逐香港打吡預賽，不如上戰起步沒有放頭，大概在第四五位左右，直路隨前領馬乏力搶得主動，但是並未迅即帶離其他馬，結果被後來居上的至勇威龍及極品絲綢趕過跑獲季軍。
在3月14日角逐香港打吡大賽前，預定騎師蘇銘倫在杜拜美丹馬場策騎時用鞭過度犯規，被罰停賽多日，最終決定另找戴圖理訪港策騎。在比賽當日成為大熱門，一路跟在前領馬，直路初曾拉威利旺旺及陽明好好的距離，但是最後力弱，只能維持第四。其後角逐主席錦標，重新由贏馬功臣的蔡明紹策騎，起步放頭，試圖放甩跟前的勝眼光，在直路反應一般，僅僅跑回第五名。4月25日出戰冠軍一哩賽，馬匹稍稍留後，轉直路時候嘗試抽出外檔，但一度被困，約250米才能望空，最後發力趕上一席季軍。
其後角逐安田紀念賽，運回日本後，狀態仍然不錯，在日本是第四熱門，但在賽事中交不出應有的表現。只得第十一名。

#### 2010-11年馬季
締造美麗在三級賽國慶盃最後階段未能追上力弱的雅雪，只能跑第四而回。其後在沙田錦標原配馬偉昌，但在之前的賽事受傷，改為賴維銘策騎，最終跑第五而回。接著在馬會一哩錦標跑第四，之後角逐香港一哩錦標，在賽事中只是半冷門，但臨場有起票支持。起步後跟隨領放的勝眼光，在直路帶出，莎貝寶駒以及庭園華座等對手未能追上，結果勝出賽事。
1月30日角逐董事盃，與魔法幻影輪流成為大熱門，最終為次熱，起步後跟隨包裝大師，在直路面對新力勁及魔法幻影挑戰，最終險勝而回。其後告東尼一度考慮角逐香港金盃，但是決定放棄，並以女皇銀禧紀念盃為目標，在賽事中守在第二位，直路領先，在仍有餘勁下，取得勝利。在遠征杜拜前取得三連勝。在杜拜免稅店盃，一度取得領先，但最後200米轉弱被其他馬超越，以第八名完成。然後在一哩冠軍中賽遇上慢步速下跑第四，接著安田紀念賽，只能以第九名完成。
締造美麗在季末的冠軍人馬獎中成為最佳一哩馬匹。

#### 2011-12年馬季
在國慶盃與新力勁取得併頭季軍後，接著在沙田錦標配上巫斯義以第六名完成。在馬會一哩錦標中，原本很有機會跑第二，但在最後一百米優勢減弱，只能以第六名完成。12月11日在香港一哩錦標跑第六。2012年1月1日降格三級賽出戰華商會挑戰盃，在重磅的影響下，直路加速平平，僅僅拉近前領馬的距離，只能以第六名完成。原定出戰董事盃，可惜賽前被驗出血液不正常，加上試閘表現令人失望，決定退出。練馬師告東尼希望這匹四勝一級賽的良駒能盡早康復。4月1日締造美麗復出，但起步後未能跟上較前的位置，結果只能以第八名完成。5月19日角逐一班亞洲電視盃，這是締造美麗自2009年12月以來首次角逐第一班賽事，但表現失望，只能以第十二名完成。其後重點三級賽精英盃，更在未能跟上主馬群幾乎包尾而回。

#### 2012-13年馬季
9月16日，締造美麗季內首次上陣，並首次由韋達執韁，跟守有利的前方位置，最終跑第三而回。其後在國慶盃在騎師力拼下斷韁繩，最後以第四名完成，超越了大熱門讚惑。可是，該駒其後角逐婦女銀袋賽、樂聲盃、其士盃、賀年盃等多場田草1400米至1800米賽事，表現皆令人失望，不復當年勇，其後更轉往跑馬地角逐1650米賽事，取得一席亞軍、一次第九名。
2013年4月10日，締造美麗正式退役。

### 詳細賽績
| 日期       | 馬場   | 距離   | 級別 | 賽事名稱           | 負重（磅） | 騎師   | 名次/出馬 | 時間      | 與頭馬距離 | 冠軍（亞軍）      |
| ---------- | ------ | ------ | ---- | ------------------ | ---------- | ------ | --------- | --------- | ---------- | ----------------- |
| 12/12/2008 | 杜蘭加 | 草1300 |      | 三歲處女馬賽       | 57公斤     | 高曼   | 4/14      | 1:19.80   | 3.9        | Spydaman          |
| 2/1/2009   | 杜蘭加 | 草1400 |      | 三歲及以上處女馬賽 | 56公斤     | 高曼   | 3/14      | 1:24.13   | 4.5        | Elusive Memories  |
| 31/1/2009  | 特里巴 | 草1400 |      | 三歲及以上處女馬賽 | 56公斤     | 高曼   | 1/11      | 1:21.96   | 5          | （大力王子）      |
| 31/5/2009  | 沙田   | 草1200 |      | 第三班讓賽         | 119        | 蔡明紹 | 1/14      | 1:09.78   | 頸位       | （連利精英）      |
| 11/6/2009  | 沙田   | 草1400 |      | 第三班讓賽         | 125        | 蔡明紹 | 1/14      | 1:21.57   | 3/4        | （雅雪）          |
| 20/9/2009  | 沙田   | 草1400 |      | 第二班讓賽         | 123        | 蔡明紹 | 1/14      | 1:21.94   | 頸位       | （鐵拳）          |
| 17/10/2009 | 沙田   | 草1400 |      | 第一班讓賽         | 127        | 柏寶   | 2/14      | 1:21.47   | 1/2        | 貝利高            |
| 30/11/2009 | 沙田   | 草1400 |      | 其士盃（1班）      | 120        | 蔡明紹 | 1/14      | 1:21.87   | 1-1/4      | （君皇鷹）        |
| 13/12/2009 | 沙田   | 草1400 |      | 第一班讓賽         | 124        | 蔡明紹 | 1/14      | 1:22.15   | 短馬頭     | （好利威）        |
| 24/1/2010  | 沙田   | 草1600 | HKG1 | 香港經典一哩賽     | 126        | 蘇銘倫 | 1/14      | 1:34.39   | 2-3/4      | （金獅威將）      |
| 16/2/2010  | 沙田   | 草1800 | HKG2 | 香港打吡預賽       | 126        | 蘇銘倫 | 3/13      | 1:48.24   | 1/2        | 至勇威龍          |
| 14/3/2010  | 沙田   | 草2000 | HKG1 | 香港打吡大賽       | 126        | 戴圖理 | 4/14      | 2:03.86   | 1-3/4      | 極品絲綢          |
| 4/4/2010   | 沙田   | 草1600 | HKG2 | 主席錦標           | 128        | 蔡明紹 | 5/11      | 1:34.97   | 2-1/2      | 步步穩            |
| 25/4/2010  | 沙田   | 草1600 | G1   | 冠軍一哩賽         | 126        | 蔡明紹 | 3/12      | 1:33.91   | 1-1/2      | 步步穩            |
| 6/6/2010   | 東京   | 草1600 | GI   | 安田紀念賽         | *58        | 高雅志 | 11/18     | 1:32.6    | 5-1/2      | 昭和革新          |
| 1/10/2010  | 沙田   | 草1400 | HKG3 | 國慶盃             | 126        | 蔡明紹 | 4/14      | 1:21.30   | 5-1/2      | 天久              |
| 24/10/2010 | 沙田   | 草1600 | HKG3 | 沙田錦標           | 126        | 賴維銘 | 5/14      | 1:33.95   | 2-1/2      | 自由好            |
| 21/11/2010 | 沙田   | 草1600 | G2   | 馬會一哩錦標       | 123        | 巫斯義 | 4/12      | 1:34.72   | 2-3/4      | 步步穩            |
| 12/12/2010 | 沙田   | 草1600 | G1   | 香港一哩錦標       | 126        | 巫斯義 | 1/14      | 1.34.79   | 3/4        | （庭園華座）      |
| 30/1/2011  | 沙田   | 草1600 | HKG1 | 董事盃             | 126        | 巫斯義 | 1/12      | 1.34.92   | 頸位       | （新力勁）        |
| 6/3/2011   | 沙田   | 草1400 | HKG1 | 女皇銀禧紀念盃     | 126        | 巫斯義 | 1/10      | 1.21.74   | 1/2        | （新力勁）        |
| 26/3/2011  | 美丹   | 草1800 | G1   | 杜拜免稅店盃       | 57公斤     | 巫斯義 | 8/16      | (1:50.21) | 5.75       | 百威勝            |
| 25/4/2011  | 沙田   | 草1600 | G1   | 冠軍一哩賽         | 126        | 巫斯義 | 4/14      | 1:33.85   | 3/4        | 軍事攻略          |
| 5/6/2011   | 東京   | 草1600 | G1   | 安田紀念賽         | 57公斤     | 馬偉昌 | 9/18      | 1:32.5    | 3-1/2      | 實際影響          |
| 1/10/2011  | 沙田   | 草1400 | HKG3 | 國慶盃             | 133        | 蔡明紹 | 3/14      | 1:21.90   | 2-1/2      | 雄心威龍          |
| 30/10/2011 | 沙田   | 草1600 | HKG3 | 沙田錦標           | 132        | 巫斯義 | 6/14      | 1:35.09   | 2          | 加州萬里          |
| 20/11/2011 | 沙田   | 草1600 | G2   | 馬會一哩錦標       | 128        | 巫斯義 | 6/12      | 1:35.08   | 1-1/4      | 卡達聖            |
| 12/12/2011 | 沙田   | 草1600 | G1   | 香港一哩錦標       | 126        | 巫斯義 | 6/14      | 1:34.38   | 2-1/2      | 步步穩            |
| 1/1/2012   | 沙田   | 草1400 | HKG1 | 華商會挑戰盃       | 133        | 巫斯義 | 6/12      | 1:22.33   | 2          | 雅雪              |
| 1/4/2012   | 沙田   | 草1600 | HKG2 | 主席錦標           | 123        | 蔡明紹 | 8/9       | 1:35.03   | 3-3/4      | 讚惑              |
| 5/5/2012   | 沙田   | 草1600 | G1   | 冠軍一哩賽         | 126        | 蔡明紹 | 12/14     | 1:36.18   | 6          | 軍事攻略          |
| 19/5/2012  | 沙田   | 草1600 |      | 亞洲電視盃（1班）  | 131        | 普萊西 | 12/14     | 1:37.54   | 7-1/2      | 家樂飛            |
| 19/6/2012  | 沙田   | 草1400 | HKG3 | 精英盃             | 121        | 蔡明紹 | 13/14     | 1:24.17   | 15-1/4     | 雅雪              |
| 16/9/2012  | 沙田   | 草1400 |      | 第一班讓賽         | 127        | 韋達   | 3/10      | 1:22.02   | 1-1/2      | 金獅威將          |
| 1/10/2012  | 沙田   | 草1400 | HKG3 | 國慶盃             | 116        | 蔡明紹 | 4/12      | 1:21.24   | 3-1/4      | 包裝選擇          |
| 14/10/2012 | 沙田   | 草1800 | HKG3 | 婦女銀袋賽         | 123        | 蔡明紹 | 11/13     | 1:48.38   | 6          | 包裝博士          |
| 10/11/2012 | 沙田   | 草1400 |      | 樂聲盃(1班)        | 126        | 梁家俊 | 5/14      | 1:21.70   | 1/2        | 驌龍              |
| 25/11/2012 | 沙田   | 草1400 |      | 其士盃(1班)        | 124        | 蔡明紹 | 9/12      | 1:23.40   | 8-1/4      | 如願以償 蓬萊仙子 |
| 09/12/2012 | 沙田   | 草1400 |      | 第一班讓賽         | 121        | 紀仁安 | 3/14      | 1:22.32   | 1/2        | 驌龍              |
| 12/01/2013 | 沙田   | 草1400 |      | 第二班讓賽         | 133        | 韋達   | 14/14     | 1:24.79   | 16-1/4     | 如願以償          |
| 27/01/2013 | 沙田   | 草1400 |      | 第一班讓賽         | 128        | 李寶利 | 13/14     | 1:22.46   | 6-1/4      | 好好計            |
| 12/02/2013 | 沙田   | 草1400 |      | 賀年盃(1班)        | 127        | 杜利萊 | 13/14     | 1:23.27   | 9-1/2      | 蓬萊仙子          |
| 27/02/2013 | 跑馬地 | 草1650 |      | 第一班讓賽         | 125        | 韋達   | 2/11      | 1:42.06   | 2-3/4      | 傲男              |
| 13/03/2013 | 跑馬地 | 草1650 |      | 第二班讓賽         | 129        | 蔡明紹 | 9/12      | 1:40.71   | 4-1/4      | 開心至愛          |

*日本中央競馬會負重單為位公斤。

## 血統背景
父系哥蘭名駒是1998年英國出生的馬匹，曾經勝出二千堅尼錦標以及英皇佐治六世及皇后伊利沙伯錦標，投身配種行列後，在南北半球兩地配種，但配種成積一般，現時只是供應給跳欄賽馬匹配種。母系Mychwood Rose在紐西蘭取得五捷，當中曾在表列賽中上名，締造美麗是牠的第二胎。

## 外部連結
- 香港賽馬會 （页面存档备份，存于）
- 血統表 （页面存档备份，存于）